# Archaeonectrus
Archaeonectrus („starý plavec") je rod vyhynulého pravěkého pliosaura, žijícího v období spodní jury (stupeň sinemur), jehož kompletní kostra byla objevena v jihovýchodní Anglii. Poprvé jej formálně popsal britský přírodovědec Richard Owen v roce 1865, a to pod jménem Plesiosaurus rostratus. V roce 1964 byl zařazen do podřádu Pliosauroidea, a pojmenován Archaeonectrus rostratus. Byl příbuzný například známějšímu rodu Rhomaleosaurus.